# Tháng 11 năm 2015

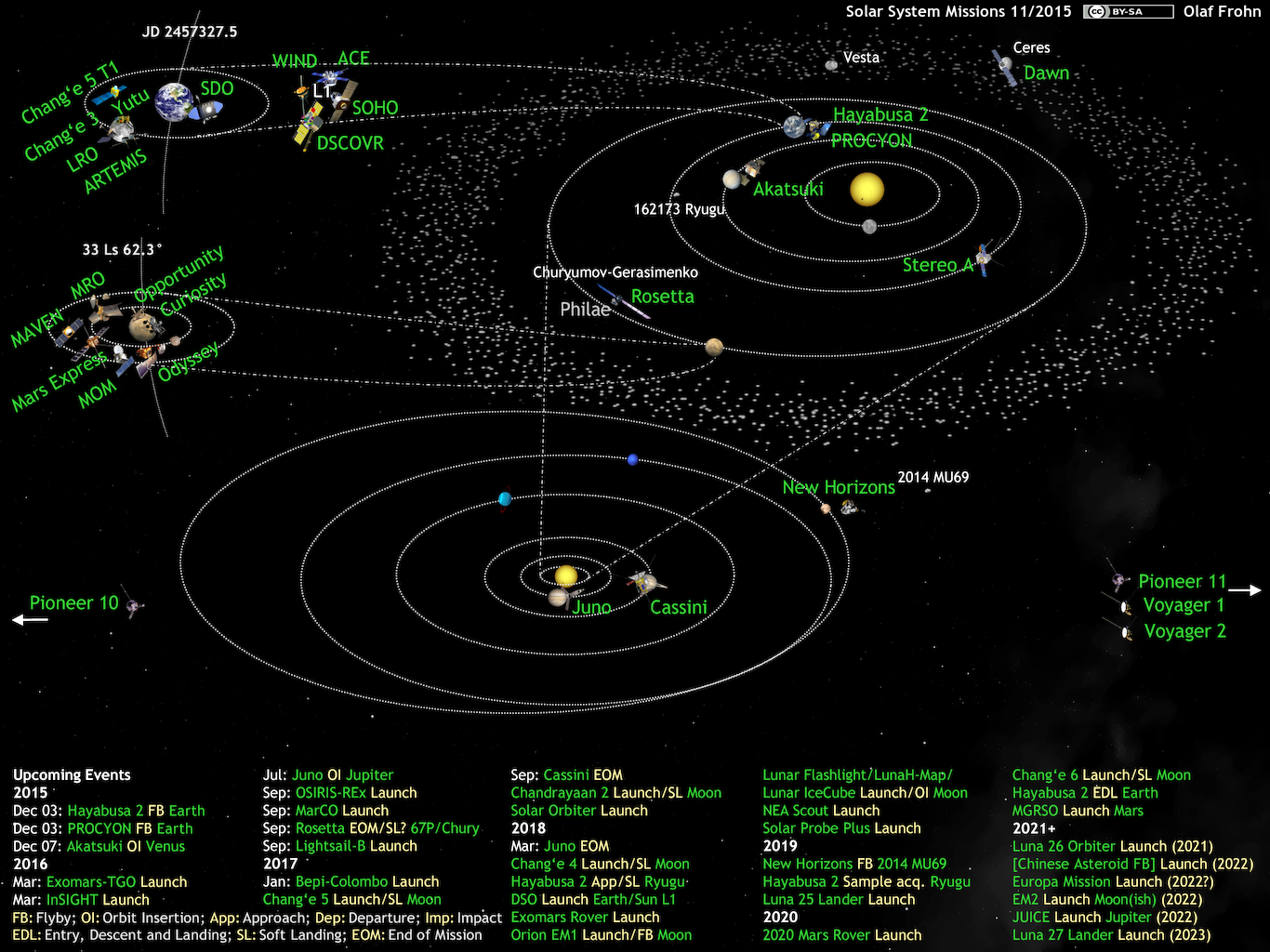
Tên :What's Up in the Solar System, active space probes 2015-11.pngMô tả:Sơ đồ các sứ mệnh không gian đang hoạt động du hành ngoài quỹ đạo Trái đất, tháng 11 năm 2015.Giấy phép: CC BY-SA 3.0Ngày:2015-10-31Tác giả:Olaf FrohnThể loại:2015 trong chuyến bay vũ trụ, Sơ đồ các nhiệm vụ thăm dò không gian đang hoạt động, Tháng mười một 2015

Tháng 11 năm 2015 là tháng thứ mười một của năm, bắt đầu vào Chủ Nhật và kết thúc sau 30 ngày vào thứ Hai.

## Chủ đề:Thời sự
| 24 tháng 02, 2025 - Thủ tướng Romania Victor Ponta từ chức sau vụ cháy hộp đêm Colectiv. - Bão Chapala trở thành cơn bão đầu tiên ghi nhận được đổ bộ vào đất liền Yemen. |

- Chủ tịch Trung Quốc Tập Cận Bình và tổng thống Đài Loan Mã Anh Cửu gặp mặt chính thức lần đầu tiên.
- Ít nhất 41 người chết khi máy bay chở hàng Antonov An-12 rơi gần Juba, Nam Sudan.

|}

## Sự kiện đang diễn ra

### Thảm họa
- Khủng hoảng khí hậu
- Đại dịch COVID-19
- Động đất Bán đảo Noto 2024

### Kinh tế
- Tình trạng thiếu chip toàn cầu 2020–nay
- Khủng hoảng năng lượng 2021–2023
- Gia tăng lạm phát 2021–2023
- Khủng hoảng lương thực 2022–2023
- Khủng hoảng tiền tệ Argentine

### Chính trị
- Khủng hoảng biên giới Belarus−Liên minh châu Âu
- Biểu tình Mahsa Amini
- Biểu tình Myanmar
- Nga xâm lược Ukraina 2022
- Khủng hoảng Bắc Kosovo
- Khủng hoảng chính trị Peru
- Bê bối tham nhũng của Qatar tại Nghị viện châu Âu
- Tranh chấp khí đốt Nga−Liên minh châu Âu
- Khủng hoảng tị nạn Ukraina
- Biểu tình phản đối lệnh cấm phá thai ở Hoa Kỳ

### TạiViệt Nam
- Vụ án sai phạm tại Công ty cổ phần Công nghệ Việt Á
- Vụ chuyến bay "giải cứu" công dân trở về nước do đại dịch COVID-19
- Cưỡng bức lao động Việt Nam tại Campuchia

## Xung đột đang diễn ra

### Toàn cầu
- Cuộc chiến chống Nhà nước Hồi giáo

### Châu Phi
- Angola
  - Chiến tranh Cabinda
- Cameroon
  - Nội chiến Cameroon
- Cộng hòa Trung Phi
  - Nội chiến
- Cộng hòa Dân chủ Congo
  - Cuộc nổi dậy của Lực lượng Đồng minh Dân chủ
  - Xung đột Ituri
  - Xung đột Kivu
  - Cuộc nổi dậy của Quân kháng chiến của Chúa
- Ethiopia
  - Xung đột Oromo
- Mozambique
  - Cuộc nổi dậy tại Cabo Delgado
- Sahel
  - Cuộc nổi dậy tại Burkina Faso
  - Chiến tranh Mali
- Senegal
  - Xung đột Casamance
- Nội chiến Somali
  - Sự can thiệp của Hoa Kỳ
- Sudan
  - Xung đột Nam Kordofan
  - Chiến tranh Darfur
- Tây Sahara
  - Khủng hoảng Guerguerat

### Châu Mỹ
- Colombia
  - Xung đột
- Mexico
  - Chiến tranh ma túy México
- Paraguay
  - Nổi dậy ở Paraguay
- Peru
  - Xung đột ở Peru

### Châu Á-Thái Bình Dương
- Afghanistan
  - Xung đột Nhà nước Hồi giáo–Taliban
  - Cuộc nổi dậy của Đảng Cộng hòa
- Ấn Độ
  - Nổi dậy ở Jammu và Kashmir
  - Nổi dậy ở Đông Bắc Ấn Độ
  - Cuộc nổi dậy Naxalite–Maoist
- Indonesia
  - Xung đột Papua
- Myanmar
  - Xung đột nội bộ
  - Xung đột Kachin
  - Xung đột Karen
  - Xung đột Rohingya
- Pakistan
  - Nổi dậy ở Balochistan
  - Nổi dậy ở Khyber Pakhtunkhwa
- Philippines
  - Cuộc nổi dậy của Đảng Cộng sản
  - Xung đột Moro
  - Cuộc chiến chống ma túy ở Philippines
- Thái Lan
  - Bạo loạn miền Nam Thái Lan

### Châu Âu
- Ukraina–Nga
  - Nga xâm lược Ukraina 2022

### Trung Đông
- Ai Cập
  - Cuộc nổi dậy Sinai
- Iran và Vịnh Ba Tư
  - Cạnh tranh ảnh hưởng giữa Ả Rập Xê Út và Iran
- Xung đột Israel–Palestine
- Syria
  - Can thiệp của Hoa Kỳ và đồng minh
  - Can thiệp quân sự của Nga
- Yemen và Ả Rập Xê Út
  - Yemeni Civil War
  - Can thiệp của Ả Rập Xê Út ở Yemen

## Giới thiệu
Thế giới mà chúng ta biết đang thay đổi hàng ngày, hàng giờ. Khác với những bộ bách khoa toàn thư bằng giấy, Wikipedia có thể được cập nhật ngay trong khi một sự kiện đang diễn ra. Và để đưa thế giới đến gần người dùng, Cổng thông tin: Thời sự hay Chủ đề: Thời sự đã được ra đời nhằm cung cấp những sự kiện nổi bật mới xảy ra. Nếu như bạn đang biết một sự kiện chưa kể tại đây, hãy cập nhật ngay cùng Wikipedia nhé!